# جماعة الممارسة
جماعة الممارسة وأهل الممارسة هي جماعة من الأفراد الذين يتشاركون الاهتمام بتفس الصنعة أو المهنة. وبحسب لافي ووينغر، مبدعي ومنظري الفكرة، فإن جماعة الممارسة تتطور بشكل طبيعي بسبب الاهتمام المشترك لأعضائها بمجال معين. ويمكن تأسيس الجماعة بداعي الوصول إلى أهداف مشتركة. كما يتعلم الأعضاء بشكل فعال عن طريق مشاركة الخبرات والمعلومات بين الإعضاء وبالتالي، يطورون أنفسهم من الناحية المهنية والشخصية بحد سواء.
هناك العديد من جماعات الممارسة التي تنشأ بشكل طبيعي. مثلا، اجتماع العمال حول طاولة الغداء في مكان العمل، أو موظفين في قسم محدد في شركة أو أعضاء نادي اجتماعي. ومع انتشار الإنترنت، أصبح من الممكن نشوء جماعات ممارسة لا يتشاركون المكان، مثل لاعبي ألعاب الإنترنت، أو أعضاء النقاش على الإنترنت.
جماعات الممارسة ليست جديدة بل هي قديمة على مستوى التاريخ وبدأت مع اكتشاف التخاطب من اجل مشاركة المعرفة والعلم.

## التسمية
مصطلح جماعة الممارسة هي ترجمة للمصطلح الإنكليزي (بالإنجليزية: Community of practice) التي أطلقها لافي ووينغر للدلالة على مجموعة تلتقي حول ممارسة معينة. ويمكن ترجمتها «لمجتمع ممارسي» و«لنقابة مهنة» أو «جماعة حرفيين».

## المباديء
- المعنى و الاستدلال: بحسب وينغر، يعتمد نجاح تشكيل جماعة الممارسة على إنتاج معاني واستدلالات مشتركة بينهم عن طريق الممارسة والتشيي.
- التشييء هي عملية اعطاء تجسيد لفكرة أو خبرة ما عن طريق خلق شيء يماثلها أي تحويلها من فكرة تجريدية إلى شيء واقعي يدركه افراد المجموعة بشكل واضح. وبالتالي، يأخذ هذا «الشييء» معنى بحد ذاته قد يختلف عن معناه الأصلي وقد يتطور المعنى مع تطور مفاهيم الحماعة.
- التماسك: ما يزيد من تماسك الجماعة هو اعتماد التفاوض والتعلم المستمرين لتحديد المعاني والهوية للجماعة.
- انواعها: بشكل عام، هناك تصنف حماعات الممارسة إلى اربع أنواع: جماعات مهنية أو عملية، جماعات تخصصية، جماعات ابداعية وجماعات افتراضية.

## مميزات جماعات الممارسة
تتميز جماعات الممارسة بالميزات التالية:
- علاقات متبادلة متواصلة إن كانت متناغمة أو صراعية
- طرق انخراط مشتركة لفعل الأشياء معا
- تدفق سريع للمعلومات ونشر الابتكار
- غياب مقدمات تمهيدية، وكأن الأحاديث والتفاعلات مجرد استمرار لعملية مستمرة
- الإعداد السريع جدا من مشكلة التي ستناقش
- تداخل كبير في وصف المشاركين من الذي ينتمي
- معرفة ما يعرفه الآخرون، ما يمكن القيام به، وكيف يمكن أن المساهمة في مؤسسة
- هويات تعريف متبادل
- القدرة على تقييم مدى ملاءمة الإجراءات والمنتجات
- أدوات محددة، والتمثيل، والمصنوعات اليدوية الأخرى
- تقاليد محلية، قصص مشتركة، نكت داخلية، وضحك بمعرفة
- استعمال المصطلحات والاختصارات بسهولة
- نماط معينة معترف بها
- الخطابات المشتركة التي تعكس وجهة نظر معينة حول العالم

## الاسلوب
تمر عملية إنشاء الجماعة بثلاثة مراحل:
- في المرحلة الأولى، يقوم عدد من الافراد بالتعاطي فيما بينهم ليولدوا مباديء، مفاهيم وعلاقات مشتركة عن طريق التفاعل المباشر فيما بينهم.
- في المرحلة الثانية، يتكون رابط فيما بينهم يولد احساس بمصير مشترك.
- في المرخلة النهائية، يصبح للمجموعة مخزون موارد مجتمعية مشتركة مثل لغة مشتركة وتقاليد معينة ومرويات ذات معاني محددة.

## للإستزادة
- تعلم مدمج
- تعلم جوال
- تعليم إلكتروني
- تعليم معكوس
- علم نفس الوسائط
- تعلم شبكي
- نظرية النشاط